# Пенуш
Пенуш или Пенюшино (на македонска литературна норма: Пенуш) е село в Община Щип, Северна Македония.

## География
Селото е разположено на 8 километра западно от Щип.

## История
В XIX век Пенуш е турско село в Щипска кааза на Османската империя. Според статистиката на Васил Кънчов („Македония. Етнография и статистика“) от 1900 година Пенюшино има 250 жители, всички турци.
След Междусъюзническата война в 1913 година селото попада в Сърбия.
На етническата си карта от 1927 година Леонард Шулце Йена показва Пенюш (Penjuš) като турско село.